# Вебкешування
«Вебкеш» (або «кеш HTTP») — інформаційна технологія для тимчасового зберігання (кешування) вебдокументів і зображень задля зменшення серверних затримок. Система вебкешу зберігає копії документів, що проходять через неї; подальші запити можуть бути виконані з кешу за певних умов. Система вебкешу може посилатися або на програмно-апаратний комплекс, або на комп'ютерну програму.

## Системи
Вебкеші можуть використовуватися в різних системах (з погляду доставки вебвмісту):

### Система прямого позиціювання (одержувач або бік клієнта)
Прямий кеш (англ. forward cache) — кеш поза мережею вебсервера, наприклад, на клієнтському комп'ютері, в інтернет-провайдера або в корпоративній мережі. Прямий мережевий[уточнити] кеш подібний до звичайного прямого кешу, але кешує лише важкодоступні елементи. Клієнт, як-от веббраузер, може також зберігати вебвміст для повторного використання. Наприклад, при натисканні кнопки «Назад», локальна кешована версія сторінки може бути показана замість надсилання нового запиту вебсерверу. Вебпроксі, розташований між клієнтом і сервером, може оцінювати заголовок HTTP й обирати, чи варто зберігати вебвміст.

### Система зворотного позиціювання (постачальник контенту або бік вебсервера)
Зворотний кеш (англ. reverse cache) розташований перед одним або декількома вебсерверами та вебзастосунками, прискорюючи запити з Інтернету та знижуючи пікове завантаження вебсервера. Мережа доставки вмісту (CDN) може зберігати копії вебвмісту на різних точках по всій мережі. Пошукова система також може кешувати вебсайт; це забезпечує спосіб отримання інформації з нещодавно закритих вебсайтів або спосіб отримання даних швидше за натискання прямого посилання. Так, наприклад, робить Google. Посилання на кешований вміст можна знайти в результатах пошуку Google.

## Управління кешем
HTTP визначає три основні механізми управління кешем: свіжість, перевірка й анулювання:
Свіжість (англ. freshness)дозволяє використовувати відповідь без повторної її перевірки на початковому сервері, і може керуватися і сервером, і клієнтом. Наприклад, заголовок відповіді «Закінчується» (англ. Expires) дає дату, коли документ стає застарілим, а директива Cache-Control: max-age повідомляє кешу, скільки секунд відповідь є свіжою.
Перевірка (англ. validation)може використовуватися для перевірки того, чи досі кешована відповідь добра після того, як вона застаріла. Наприклад, якщо відповідь має заголовок Last-Modified, кеш може зробити «умовний запит» із використанням заголовку If-Modified-Since, щоб побачити, чи він змінився. Механізм ETag (англ. entity tag — тег сутності) також дозволяє як сильну, так і слабку перевірку.
Анулювання (англ. invalidation)зазвичай є побічним ефектом іншого запиту, який проходить через кеш. Наприклад, якщо URL, пов'язаний із кешованою відповіддю, отримує запит POST, PUT або DELETE, кешована відповідь буде анульована.
Багато мереж доставки вмісту та виробників мережевого обладнання замінюють таке стандартне управління кешем HTTP динамічним кешуванням.

## Правові питання
1998 року DMCA додав правила до Кодексу Сполучених Штатів (17 К.С.Ш. §512), які звільняють системних операторів від відповідальності за авторське право для цілей кешування.

## Програмне забезпечення вебкешування
Нижче наведено список спеціалізованого серверного програмного забезпечення для вебкешування:
| Назва                                         | Операційна система                                                                              | Прямий режим         | Зворотний режим | Ліцензія                                        |
| --------------------------------------------- | ----------------------------------------------------------------------------------------------- | -------------------- | --------------- | ----------------------------------------------- |
| Apache HTTP Server                            | Windows, OS X, Linux, Unix, FreeBSD, Solaris, Novell NetWare, OS/2, TPF, OpenVMS та eComStation | Ні                   | Так             | Apache License 2.0                              |
| aiScaler Dynamic Cache Control                | Linux                                                                                           | Так                  | Так             | Власницька                                      |
| ApplianSys CACHEbox                           | Linux                                                                                           | Так                  | Так             | Власницька                                      |
| Blue Coat ProxySG                             | SGOS                                                                                            | Так                  | Так             | Власницька                                      |
| Nginx                                         | Linux, різновиди BSD, OS X, Solaris, AIX, HP-UX, інші *nix-подібні                              | Так                  | Так             | 2-clause BSD-подібна                            |
| Microsoft Forefront Threat Management Gateway | Windows                                                                                         | Так                  | Так             | Власницька                                      |
| Polipo                                        | Windows, OS X, Linux, OpenWrt, FreeBSD                                                          | Так                  | Так             | MIT License                                     |
| Squid                                         | Linux, Unix, Windows                                                                            | Так                  | Так             | GNU General Public License                      |
| Traffic Server                                | Linux, Unix                                                                                     | Так                  | Так             | Apache License 2.0                              |
| Untangle                                      | Linux                                                                                           | Так                  | Так             | Власницька                                      |
| Varnish                                       | Linux, Unix                                                                                     | Так (можливо з VMOD) | Так             | BSD                                             |
| WinGate                                       | Windows                                                                                         | Так                  | Так             | Власницька / Безкоштовно для трьох користувачів |
| Nuster                                        | Linux, Unix                                                                                     | Так                  | Так             | GNU General Public License                      |